# Дубки (Островский район)
Дубки — деревня в Бережанской волости Островского района Псковской области. 

## География
Расположена на берегу реки Утроя, в 23 км к юго-западу от города Остров. 

## Население
| 2001 | 2002 | 2010 |
| ---- | ---- | ---- |
| 217  | ↘171 | ↘122 |

Численность населения деревни по состоянию на 2000 год составляла 217 жителей.

## История
До 1 июля 2010 года деревня входила в состав ныне упразднённой Рубиловской волости в качестве её административного центра.
В деревне родился Герой Советского Союза Иван Николаев.